# Eulepte concordalis
Eulepte concordalis is een vlinder van de familie van de grasmotten (Crambidae), uit de onderfamilie van de Spilomelinae. De wetenschappelijke naam van deze soort is voor het eerst voorgesteld door Jacob Hübner in een publicatie uit 1825.
De soort komt voor in Cuba, Mexico, Honduras, Costa Rica, Panama, Suriname en Brazilië.